# Sault Ste. Marie Marlboros
Sault Ste. Marie Marlboros, tudi znan kot Canadian Soo in Soo Algonquins, je bil profesionalni hokejski klub iz Sault Ste. Marieja. 
Klub je bil od 1904 do 1907 edini kanadski klub v ligi International Hockey League in eden prvih, če ne celo prvi polno profesionalni klub v Kanadi. 
Liga IPHL je bila vzpostavljena 5. novembra 1904 na Konferenci hokejskih klubov ameriških mest v Chicagu, Illinois. Klub Canadian Soo sta zastopala J. P. Mooney in J. C. Boyd. Kanadski predstavniki so na srečanju predstavili predlog delitve finančnih sredstev, po katerem bi se prihodke od vstopnin razdelilo 60/40 med gostitelje in goste, pri čemer bi obstajala minimalna garancija, če gostujoča ekipa še vedno ne bi pokrila stroškov potovanja. Predlog so potrdili in ustanovili ligo IPHL. 

## Prva tekma
Klub je prvo tekmo igral 14. decembra 1904 proti moštvu American Soo Indians v lokalnem curling klubu Ridge Street Ice-A-Torium v krju Sault Ste. Marie, Michigan. Prvo domačo tekmo pa je klub igral 19. decembra 1904 prav tako proti moštvu American Soo v curling klubu v Ontariu v domačem Sault Ste. Marie, Ontario. 
Postava
Postava kluba na prvi tekmi:
- Pete Maltman - Woodstock, Ontario - vratar
- Roy Brown - Brantford, Ontario - point
- (neznano) O'Leary - Ottawa, Ontario - coverpoint
- Billy Taylor - Brantford, Ontario - rover
- (neznano) Corbett - (neznano) - levo krilo
- Jim McLurg - Sault Ste. Marie, Ontario - desno krilo
- Chas Collins - Collingwood, Ontario - center

## Vidnejši igralci
Do razpada kluba leta 1907 so zanj igrali Newsy Lalonde, George McNamara in Marty Walsh. Vsi so tudi osvojili Stanleyjev pokal in so bili kasneje sprejeti v Hokejski hram slavnih lige NHL. 